# Pokrzywiany Żleb
Pokrzywiany Żleb – krótki i płytko wcięty żleb w Dolinie Kieżmarskiej w słowackich Tatrach Bielskich. Opada z porośniętego lasem orograficznie prawego zbocza Rakuskiego Grzbietu, na południowy zachód poniżej Przełęczy nad Czerwoną Glinką. Górny jego koniec znajduje się poniżej polany Strażkowska Pastwa, po czym żleb opada w kierunku południowym przecinając drogę leśną, którą prowadzi znakowany szlak turystyczny. Uchodzi do Doliny Kieżmarskiej na wysokości około 1270 m. Żlebem spływa Pokrzywiana Woda.
Pokrzywiany Żleb nosi też słowacką nazwę Pokryvnik.

## Turystyka
Pokrzywiany Żleb przekracza kładką niebieski szlak turystyczny wiodący Doliną Kieżmarską.
  Matlary – Pri tenise – Nad Matliarmi – Rzeżuchowa Polana – Kieżmarska Polana – Bielska Rówień – Wielki Biały Staw. Odległość 8,3 km, suma podejść 750 m, suma zejść 20 m, czas przejścia 2:50 h, z powrotem, 2:10 h